# Гільдеґард Кнеф
Гільдеґард Фріда Альбертіне Кнеф (нім. Hildegard Knef; 28 грудня 1925, Ульм — 1 лютого 2002, Берлін) — німецька й американська акторка та співачка.

## Біографія та творчість
Кнеф стала популярною вже після перших своїх фільмів — «Під мостами» (1945) та «Убивці серед нас» (1946). У фільмі «Грішниця» (1951) Віллі Форста акторка вперше в німецькому післявоєнному кіно знялася оголеною, що підігріло скандальний інтерес до фільму.
У наступні роки Кнеф багато знімалася, у тому числі й за кордоном, передусім у США, де виступала під ім'ям Гільдеґард Нефф, її називали другою Марлен Дітріх, з якою вона дуже тісно дружила.
З 1955 року грала на Бродвеї, 675 разів виходила у головній ролі в мюзиклі Кола Портера «Шовкові панчохи».
У 1960-і роки Кнеф часто виступала як співачка, у Німеччині її концерти були дуже успішними, частину пісень вона писала сама. У 1970 і 1975 роках Кнеф написала автобіографічні книги — «Дарована шкапа» і «Вирок».

## Особисте життя
Її перший шлюб із американським представником зі зв'язків з пресою Куртом Гіршем тривав з 1947 до 1962 року. 1962 року пошлюбила режисера Девіда Камерона, народила доньку Крістіну Антонію (нар. 16 травня 1968). Після розлучення з Камероном 1976 року через рік одружилася з Паулем фон Шеллом, з яким була до своєї смерті 2002 року.

## Обрана фільмографія
| Рік  |    | Українська назва                                  | Оригінальна назва                                      | Роль                   |
| ---- | -- | ------------------------------------------------- | ------------------------------------------------------ | ---------------------- |
| 1944 | ф  | Під мостами                                       | Unter den Brücken                                      |                        |
| 1945 | ф  | Брати Нолтеніус                                   | Die Brüder Noltenius                                   |                        |
| 1945 | ф  | Поїздка у щастя                                   | Fahrt ins Glück                                        | Сюзанна Ловенгаард     |
| 1946 | ф  | Убивці серед нас                                  | Die Mörder sind unter uns                              | Сюзанна Вальнер        |
| 1947 | ф  | Між учора і завтра                                | Zwischen gestern und morgen                            |                        |
| 1947 | ф  | Фільм без назви                                   | Film ohne Titel                                        | Крістіна Флемінг       |
| 1951 | ф  | Грішниця                                          | Die Sünderin                                           | Марина                 |
| 1951 | ф  | Вночі на вулицях                                  | Nachts auf den Straßen                                 | Інге Гоффманн          |
| 1951 | ф  | Дива все ще трапляються                           | Es geschehen noch Wunder                               | Аніта Вейднер          |
| 1951 | ф  | Рішення перед світанком                           | Decision Before Dawn                                   | Хільда                 |
| 1952 | ф  | Дикур'єр                                          | Diplomatic Courier                                     | Джанін Беткі           |
| 1952 | ф  | Сніги Кіліманджаро                                | The Snows of Kilimanjaro                               | графиня Елізабет       |
| 1952 | ф  | Свято для Генрієти                                | La Fête à Henriette                                    | Рита Солар             |
| 1952 | ф  | Ніч без сну                                       | Night Without Sleep                                    | Ліза Мюллер            |
| 1952 | ф  | Альрауне                                          | Alraune                                                | Альрауне               |
| 1952 | ф  | Ілюзія у Моллі                                    | Illusion in Moll                                       | Лідія Бауер            |
| 1953 | ф  | Між чоловіками                                    | The Man Between                                        | Беттіна Мелісон        |
| 1954 | ф  | Історія кохання                                   | Eine Liebesgeschichte                                  |                        |
| 1954 | ф  | З тобою це завжди прекрасно                       | Bei Dir war es immer so schön                          |                        |
| 1954 | ф  | Визнання віч-на-віч                               | Geständnis unter vier Augen                            | Хільда                 |
| 1954 | ф  | Свенгалі                                          | Svengali                                               | Тріблі О'Ферралл       |
| 1958 | ф  | Мадлен і легіонер                                 | Madeleine und der Legionär                             | Мадлен Дюран           |
| 1958 | ф  | Дівчина з Гамбурга                                | La Fille de Hambourg                                   | Марія                  |
| 1958 | ф  | Людина, що продала себе                           | Der Mann, der sich verkaufte                           |                        |
| 1959 | ф  | Метро у небі                                      | Subway in the Sky                                      | Лілі Гофман            |
| 1960 | тф | Улюблений голос                                   | Die geliebte Stimme                                    |                        |
| 1960 | ф  | Час гігантів                                      | La Strada dei Giganti                                  |                        |
| 1962 | тф | Золотий хлопчик                                   | Golden Boy                                             | Лорна Мун              |
| 1962 | тф | Лаура                                             | Laura                                                  | Лаура Хант             |
| 1962 | ф  | Лулу                                              | Lulu                                                   | баронеса Гешвіц        |
| 1962 | ф  | Ландрю                                            | Landru                                                 | мадам Ікс              |
| 1962 | ф  | Балада для волоцюги                               | Ballade pour un voyou                                  | Марта Шварц            |
| 1962 | ф  | Тригрошова опера                                  | Die Dreigroschenoper                                   | Дженні Дайвер          |
| 1963 | ф  | Російська Катерина                                | Caterina di Russia                                     | Катерина II            |
| 1963 | ф  | Велика гра в кохання                              | Die große Liebesspiel                                  | дівчина на замовлення  |
| 1963 | ф  | Гібралтар                                         | Gibraltar                                              | Елінор ван Берг        |
| 1964 | ф  | Зал очікування на небеса                          | Wartezimmer zum Jenseits                               | Лореллі                |
| 1964 | ф  | Засуджений до гріха                               | Verdammt zur Sünde                                     |                        |
| 1964 | ф  | Мозамбік                                          | Mozambique                                             | Ілона Вальдез          |
| 1965 | тф | Місіс Деллі — сьогодні День Незалежності          | Mrs. Dally – Heute ist Unabhängigkeitstag              |                        |
| 1968 | ф  | Загублений континент                              | The Lost Continent                                     | Єва Петерс             |
| 1975 | ф  | Кожен помирає наодинці                            | Jeder stirbt für sich allein                           | Анна Квангель          |
| 1978 | ф  | Федора                                            | Fedora                                                 | графиня Собріанскі     |
| 1979 | тф | Старий: Ілюзії про одне убивство                  | Der Alte: Illusionen über einen Mord                   |                        |
| 1980 | ф  | Чому НЛО крадуть наш салат                        | Warum die UFOs unseren Salat klauen                    | матір Петера           |
| 1982 | тф | Тулузький садівник                                | Der Gärtner von Toulouse                               | фрау Теофот            |
| 1985 | ф  | Крила і пута                                      | Flügel und Fesseln                                     | мати Пауля             |
| 1988 | ф  | Відьомство                                        | Witchery                                               | Леді у чорному         |
| 1990 | тф | Палац на озері: Аристократи нікому не зобов'язані | Ein Schloss am Wörthersee: Adel verpflichtet zu nichts | Рутіна фон Грейферберг |
| 1990 | тф | Заборонена зона                                   | Champ clos                                             | Джіна                  |
| 1991 | с  | Будинок біля моря                                 | Haus am See                                            | Лілі Тюльманн          |
| 1994 | тф | Смертельний спадок                                | Tödliches Erbe                                         |                        |
| 1999 | тф | Майже бездоганне весілля                          | Eine fast perfekte Hochzeit                            | Марлен                 |

## Нагороди
- 1948: Кінофестиваль у Локарно
  - Перемога у номінації «Найкраща акторка» («Фільм без назви»)
- 1976: Міжнародний кінофестиваль у Карлових Варах
  - Перемога у номінації «Найкраща жіноча роль» («Кожен помирає наодинці»)
- Найвища німецька кінонагорода German Film Awards
  - 1959: Срібна нагорода за найкраще виконання ролі другого плану («Людина, що продала себе»)
  - 1977: Почесна нагорода За видатний особистий внесок у німецький кінематограф.